# Partit Socialista Obrer Espanyol de la Comunitat de Madrid
El Partit Socialista Obrer Espanyol de la Comunitat de Madrid (en castellà Partido Socialista Obrero Español de la Comunidad de Madrid; PSOE-M) és la federació del PSOE a la Comunitat de Madrid, constituida el 1879 com a nucli originari del PSOE i renombrada amb la seva actual denominació el 2015.

## Història

### Antecedents i transició
Fundat el 2 de maig de 1879 amb el nom d'Agrupació Socialista Madrilenya per Pablo Iglesias i altres socialistes internacionalistes a Madrid en temps de la I Internacional, va ser la primera secció socialista - marxista a Espanya i el nucli originari del Partit Socialista Obrer Espanyol (PSOE). A l'agrupació van pertànyer històrics militants socialistes com Francisco Largo Caballero, Julián Besteiro i Indalecio Prieto.
El 6 de febrer de 1977 l'Agrupació Socialista Madrilenya va passar a denominar-se «Federació Socialista Madrilenya» (FSM). Immersos en la transició  espanyola, al març es va celebrar el I Congrés Regional presidit per Gregorio Peces Barba. En aquest Ier Congrés es va aprovar una declaració en què es va manifestar que la línia política de la Federació era l'aprovada al XXVIII Congrés del PSOE, celebrat el novembre de 1976.
El 15 de maig de 1977 es va celebrar el II Congrés per a la Unificació Socialista de Madrid. Després d'un any de converses es va acordar la unificació de Convergència Socialista de Madrid —integrada a la Federació de Partits Socialistes— i la FSM. Es van incorporar així a la FSM noms com el d'Enrique Barón, Joaquín Leguina, Juan Barranco, José Barrionuevo, Miquel Àngel Fernández Ordóñez o Emilio Lamo d'Espinosa.
El juny de 1977, després que el PSOE es convertís en la segona força política a Madrid a les eleccions generals, es van incorporar al partit militants del PSOE (Sector Històric), encapçalats per José Prat. El maig del 1978, després d'un any de converses, la federació madrilenya del Partit Socialista Popular (PSP) liderat per Enrique Tierno Galván i la FSM van proclamar la unitat orgànica de les dues federacions. Amb les fusions es va reconstruir un socialisme madrileny fort, amb pes polític a l'interior del partit i amb més reflex en la societat.
A les eleccions municipals d'abril de 1979 a Madrid, Enrique Tierno Galván va ser cap de llista del PSOE a l' Ajuntament de Madrid. Malgrat no van guanyar, el suport a del PCE a la investidura li va permetre convertir-se en el primer alcalde de Madrid després de la mort de Franco. Posteriorment, al maig de 1983 van aconseguir la majoria absoluta sent a continuació investit Joaquín Leguina com a primer president de la Comunitat de Madrid. De forma similar a les eleccions municipals de 1983 a Madrid la candidatura liderada per Enrique Tierno Galván va obtenir una majoria absoluta que va suposar fet i fet la seva reinvestidura com a alcalde de la capital.
El PSOE va guanyar les següents eleccions autonòmiques i municipals al juny de 1987, però al maig de 1989 va perdre l'alcaldia de Madrid quan va prosperar una moció de censura presentada contra Juan Barranco, que governava l'Ajuntament des de la mort el gener de 1986 de Tierno Galván. A finals de la dècada es va produir una crisi interna entre el sector liderat per Joaquín Leguina, anomenats renovadors, i el sector proper a Alfonso Guerra. Tanmateix, tot i les diferències internes van ser capaços de mantenir la presidència de la Comunitat al 1991 fruit de l'aliança amb Izquierda Unida-CM.

### La llarga travessia
A la següent convocatòria electoral autonòmica el 1995 el PP va obtenir majoria absoluta i Leguina va sortir del govern regional. El 25 de maig del 2003 es van celebrar eleccions autonòmiques en què el PP va aconseguir 55 diputats davant dels 47 del PSOE i 9 d'IU, aquests dos partits van iniciar negociacions per formar un govern d'esquerres. El 10 de juny, durant la sessió constitutiva de l'Assemblea regional, l'absència a les votacions de dos diputats socialistes, Eduardo Tamayo i Teresa Sáez, van deixar en minoria el PSOE, que havia pactat el suport d'IU per governar a la Comunitat. Tamayo i Sáez, que van al·legar la seva disconformitat amb els pactes de govern PSOE-IU, van ser expulsats del PSOE i comminats sense èxit a tornar les actes al partit. La «deserció» dels dos diputats va donar lloc a una crisi institucional sense precedents a la Comunitat, que es va donar a conèixer com a «Tamayazo» i que va forçar a la celebració anticipada d'uns comicis per primera vegada a la comunitat autònoma. Aquestes noves eleccions es van celebrar el 26 d'octubre i van donar la majoria absoluta al PP, que va obtenir 57 diputats, davant dels 45 del PSOE i 8 d'IU.
Al juliol de 2004, el X Congrés Regional va reelegir Rafael Simancas com a secretari general amb el 89,51 dels vots i va aprovar canviar el nom de la FSM pel de Partit Socialista de Madrid (PSM), a proposta de l'agrupació de Vallecas liderada pel senador i exalcalde de Madrid Juan Barranco.
A les eleccions del maig del 2007 a l'Assemblea de Madrid els socialistes van aconseguir el 33,53 %, lluny del 39 % aconseguit l'octubre del 2003. Van perdre dos diputats tot i que el nombre d'escons de l'Assemblea va augmentar en nou. El PSM va patir també serioses derrotes en importants ajuntaments de la regió - es van perdre alcaldies històricament en mans del PSOE, com les de Torrejón de Ardoz, Alcobendas i San Sebastián de los Reyes- el que va provocar una nova crisi en el partit.
Al XI Congrés celebrat del 5 al 7 de setembre de 2008 Tomás Gómez, que va concórrer com a candidat únic, va ser reelegit secretari general del partit amb el suport del 85,7 % dels delegats. També va ser el candidat socialista a la presidència de la Comunitat de Madrid a les eleccions autonòmiques del maig del 2011. En aquestes, el PSM va obtenir el resultat més baix de la seva història, amb 36 escons, 6 menys que a les eleccions del 2007.
El 9 de febrer del 2015 Pedro Sánchez, secretari general del PSOE, va destituir Tomás Gómez argüint «el deteriorament de la imatge pública del PSM, a més de la inestabilitat orgànica dins de la federació madrilenya» i va crear una nova gestora presidida per Rafael Simancas. Pocs dies després, l'11 de febrer l'exministre i doctor en Filosofia i Lletres Ángel Gabilondo, sense militància al PSOE, va anunciar la seva acceptació a l'oferiment per ser l'aspirant del PSM a la presidència de la Comunitat de Madrid de cara a les eleccions autonòmiques convocades per al maig de 2015.
El 24 de maig a les eleccions autonòmiques Gabilondo va aconseguir el 25,44% de vots i 37 escons, millorant en 7 punts les xifres de les eleccions europees celebrades un any enrere i les xifres de Tomás Gómez de 2011. La candidatura socialista per a les eleccions a l'Ajuntament de Madrid liderat per Antonio Miguel el 15,28% dels vots i nou regidors. Dos dies després Rafael Simancas, president de la gestora, va declarar que el PSM no estava satisfet amb el resultat de Carmona.
El 31 de juliol del 2015 un nou Congrés Extraordinari va acordar que el Partit Socialista de Madrid passaria a denominar-se «Partit Socialista Obrer Espanyol de la Comunitat de Madrid» (PSOE-M). Entre altres modificacions es va establir també que el Comitè Regional de l'organització passés de 500 a 350 membres, a més d'introduir-se l'elecció directa per part de la militància de la Secretaria General del Partit.
En el Congrés Extraordinari celebrat entre el 27 i 28 de juliol de 2007 es requerien almenys el 25% d'avals dels delegats del conclave per a declarar vàlida la candidatura a la secretaria general. Tomás Gómez va obtenir gairebé el 77% de suports a la seva candidatura, la qual cosa va impossibilitar matemàticament que prosperaran les candidatures dels altres 2 precandidats (José Cepeda i Manuel García-Ferro). Posteriorment, Tomás Goméz Franc va ser proclamat secretari general amb el 91% dels vots, mentre que la seva proposta de Comissió Executiva Regional va ser donada suport pel 76% dels vots.
A les posteriors eleccions de 2019 i 2023, obtindrien els pitjors resultats històrics del PSOE-M, amb 24 i 27 escons a la Comunitat de Madrid, per primera vegada en tercera posició per darrere del PP-CM i Més Madrid.

## Secretaris generals de la FSM/PSM/PSOE-M
- Alonso Puerta (1977 - 1979);
- Joaquín Leguina (1979 - 1990);
- Teófilo Serrano (1990 - 1994);
- Jaime Lissavetzky (1994 - 2001);
- Rafael Simancas (2001 - 2007);
- Cristina Narbona (juny-juliol de 2007, presidenta de la Comissió Gestora);
- Tomás Gómez (2007 - 2015);
- Sara Hernández (2015 - 2017);
- José Manuel Franco Pardo (2017 -).

## Resultats electorals

### Assemblea de Madrid
| Any       | Líder            | Vots      | %      | #  | Escons   | +/– | Govern      |
| --------- | ---------------- | --------- | ------ | -- | -------- | --- | ----------- |
| 1983      | Joaquín Leguina  | 1,181,277 | 50.48% | 1r | 51 / 94  | —   | Majoria     |
| 1987      | Joaquín Leguina  | 932,878   | 38.45% | 1r | 40 / 96  | 11  | Minoria     |
| 1991      | Joaquín Leguina  | 820,510   | 36.59% | 2n | 41 / 101 | 1   | Minoria     |
| 1995      | Joaquín Leguina  | 860,726   | 29.72% | 2n | 32 / 103 | 9   | Oposició    |
| 1999      | Cristina Almeida | 944,819   | 36.43% | 2n | 39 / 102 | 7   | Oposició    |
| 2003 (I)  | Rafael Simancas  | 1,225,390 | 39.99% | 2n | 47 / 111 | 8   | Anticipades |
| 2003 (II) | Rafael Simancas  | 1,083,205 | 39.00% | 2n | 45 / 111 | 2   | Oposició    |
| 2007      | Rafael Simancas  | 1,002,862 | 33.57% | 2n | 42 / 120 | 3   | Oposició    |
| 2011      | Tomás Gómez      | 786,297   | 26.27% | 2n | 36 / 129 | 6   | Oposició    |
| 2015      | Ángel Gabilondo  | 807,385   | 25.43% | 2n | 37 / 129 | 1   | Oposició    |
| 2019      | Ángel Gabilondo  | 884,218   | 27.31% | 1r | 37 / 132 | =   | Oposició    |
| 2021      | Ángel Gabilondo  | 612,622   | 16.80% | 3r | 24 / 136 | 13  | Oposició    |
| 2023      | Juan Lobato      | 609,718   | 18.19% | 3r | 27 / 135 | 3   | Oposició    |

### Corts Generals
| Any       | Comunitat de Madrid | Comunitat de Madrid | Comunitat de Madrid | Comunitat de Madrid | Comunitat de Madrid | Comunitat de Madrid | Comunitat de Madrid |
| Any       | Congrés             | Congrés             | Congrés             | Congrés             | Congrés             | Senat               | Senat               |
| Any       | Vots                | %                   | #                   | Diputats            | +/–                 | Senadors            | +/–                 |
| --------- | ------------------- | ------------------- | ------------------- | ------------------- | ------------------- | ------------------- | ------------------- |
| 1977      | 731,380             | 31.68%              | 2n                  | 11 / 32             | —                   | 1 / 4               | —                   |
| 1979      | 769,328             | 33.34%              | 1r                  | 12 / 32             | 1                   | 2 / 4               | 1                   |
| 1982      | 1,439,137           | 52.09%              | 1r                  | 18 / 32             | 6                   | 3 / 4               | 1                   |
| 1986      | 1,054,730           | 40.81%              | 1r                  | 15 / 33             | 3                   | 3 / 4               | =                   |
| 1989      | 899,723             | 33.49%              | 2n                  | 12 / 33             | 3                   | 1 / 4               | 2                   |
| 1993      | 1,093,015           | 34.96%              | 2n                  | 13 / 34             | 1                   | 1 / 4               | =                   |
| 1996      | 1,046,904           | 31.42%              | 2n                  | 11 / 34             | 2                   | 1 / 4               | =                   |
| 2000      | 1,023,212           | 33.06%              | 2n                  | 12 / 34             | 1                   | 1 / 4               | =                   |
| 2004      | 1,544,676           | 44.11%              | 2n                  | 16 / 35             | 4                   | 1 / 4               | =                   |
| 2008      | 1,401,785           | 39.68%              | 2n                  | 15 / 35             | 1                   | 1 / 4               | =                   |
| 2011      | 878,724             | 26.05%              | 2n                  | 10 / 36             | 5                   | 1 / 4               | =                   |
| 2015      | 645,645             | 17.84%              | 4t                  | 6 / 36              | 4                   | 0 / 4               | 1                   |
| 2016      | 678,340             | 19.57%              | 3r                  | 7 / 36              | 1                   | 1 / 4               | 1                   |
| 2019 (I)  | 1,031,534           | 27.27%              | 1r                  | 11 / 37             | 4                   | 2 / 4               | 1                   |
| 2019 (II) | 957,401             | 26.87%              | 1r                  | 10 / 37             | 1                   | 2 / 4               | =                   |
| 2023      | 1.004.599           | 28,06%              | 2n                  | 10 / 37             | =                   | 1 / 4               | 1                   |

### Parlament Europeu
| Any  | Comunitat de Madrid | Comunitat de Madrid | Comunitat de Madrid |
| Any  | Vots                | %                   | #                   |
| ---- | ------------------- | ------------------- | ------------------- |
| 1987 | 979,143             | 40.38%              | 1r                  |
| 1989 | 751,937             | 35.47%              | 1r                  |
| 1994 | 577,509             | 24.00%              | 2n                  |
| 1999 | 954,721             | 36.84%              | 2n                  |
| 2004 | 941,954             | 42.86%              | 2n                  |
| 2009 | 815,699             | 35.61%              | 2n                  |
| 2014 | 420,594             | 18.95%              | 2n                  |
| 2019 | 1,043,827           | 32.30%              | 1r                  |
| 2024 | 782.765             | 28,34               | 2n                  |